# Leptostales
Leptostales là một chi bướm đêm thuộc họ Geometridae.

## Các loài
- Leptostales adela (Dognin, 1890)
- Leptostales adita (Prout, 1938)
- Leptostales admirabilis (Oberthur, 1883)
- Leptostales amechana (Dyar, 1913)
- Leptostales angulata (Schaus, 1912)
- Leptostales aphilotima (Prout, 1938)
- Leptostales catagompha (Dyar, 1913)
- Leptostales cazeca (Druce, 1892)
- Leptostales concoloraria (Dognin, 1890)
- Leptostales crossii (Hulst, 1900)
- Leptostales damaria (Schaus, 1901)
- Leptostales delectabiliaria (Moschler, 1890)
- Leptostales delila (Schaus, 1912)
- Leptostales desmogramma (Dyar, 1913)
- Leptostales domarita (Schaus, 1940)
- Leptostales exaeta (Prout, 1918)
- Leptostales ferruminaria (Zeller, 1872)
- Leptostales gerocoma (Dyar, 1913)
- Leptostales grays (Prout, 1938)
- Leptostales griseocostata (Warren, 1904)
- Leptostales hegeter (Dyar, 1913)
- Leptostales hepaticaria (Guenee, 1857)
- Leptostales intamiataria (Moschler, 1890)
- Leptostales laevitaria (Geyer, 1837)
- Leptostales littoralis (Prout, 1920)
- Leptostales noctuata (Guenee, 1858)
- Leptostales nycteis (Druce, 1892)
- Leptostales oblinataria Moschler, 1890
- Leptostales olivaceata (Warren, 1901)
- Leptostales oslinaria (Schaus, 1940)
- Leptostales pannaria (Guenee, 1857)
- Leptostales pappasaria (Dyar, 1913)
- Leptostales penthemaria (Dyar, 1913)
- Leptostales penumbrata (Warren, 1900)
- Leptostales phorcaria (Guenee, 1858)
- Leptostales phyrctaria (Dyar, 1913)
- Leptostales praepeditaria Moschler, 1890
- Leptostales psecasta (Prout, 1938)
- Leptostales ptyctographa (Dyar, 1913)
- Leptostales pulida (Dognin, 1893)
- Leptostales purpurata (Warren, 1906)
- Leptostales randaria (Schaus, 1940)
- Leptostales rectimargo (Dyar, 1913)
- Leptostales rivularia (Dyar, 1913)
- Leptostales roseoliva (Warren, 1900)
- Leptostales rubromarginaria (Packard, 1871)
- Leptostales rubrotincta (Hulst, 1900)
- Leptostales subrosea (Warren, 1905)
- Leptostales subroseata (Guenee, 1858)
- Leptostales subrubella (Warren, 1906)
- Leptostales terminata (Guenee, 1858)
- Leptostales turbata (Walker, 1863)
- Leptostales uniformata (Warren, 1900)
- Leptostales virgota (Schaus, 1901)
- Leptostales vitticostata (Warren, 1906)